# Marcos Aurélio
Marcos Aurélio, bürgerlich Marcos Aurélio de Oliveira Lima, (* 10. Februar 1984 in Cuiabá) ist ein brasilianischer Fußballspieler.
Marcos Aurélio kann man als typischen brasilianischen Wandervogel im Fußball ansehen, selten spielte er länger wir für einen Wettbewerb bei einem Klub, dieses meist auch bei unterklassigen. Obwohl er zunächst auch bei erstklassigen Klubs seiner Heimat spielte und 2008 in Japan bei Shimizu S-Pulse sowie 2014 in Südkorea zum Jeonbuk Hyundai Motors. Hier blieb er aber nur ein halbes Jahr und spielte den Rest des Jahres beim EC Bahia. Im Anschluss kam er zu keinen Verpflichtungen in der obersten Liga.

## Erfolge
União Barbarense
- Série C: 2004

Vila Nova
- Campeonato Goiano: 2005

Santos
- Campeonaro Paulista: 2007

Coritiba
- Série B: 2010
- Campeonato Paranaense: 2010, 2011

Internacional
- Campeonato Gaúcho: 2012

Ceará SC
- Copa do Nordeste: 2015

Luverdense EC
- Copa Verde: 2017